# 세미노 로시

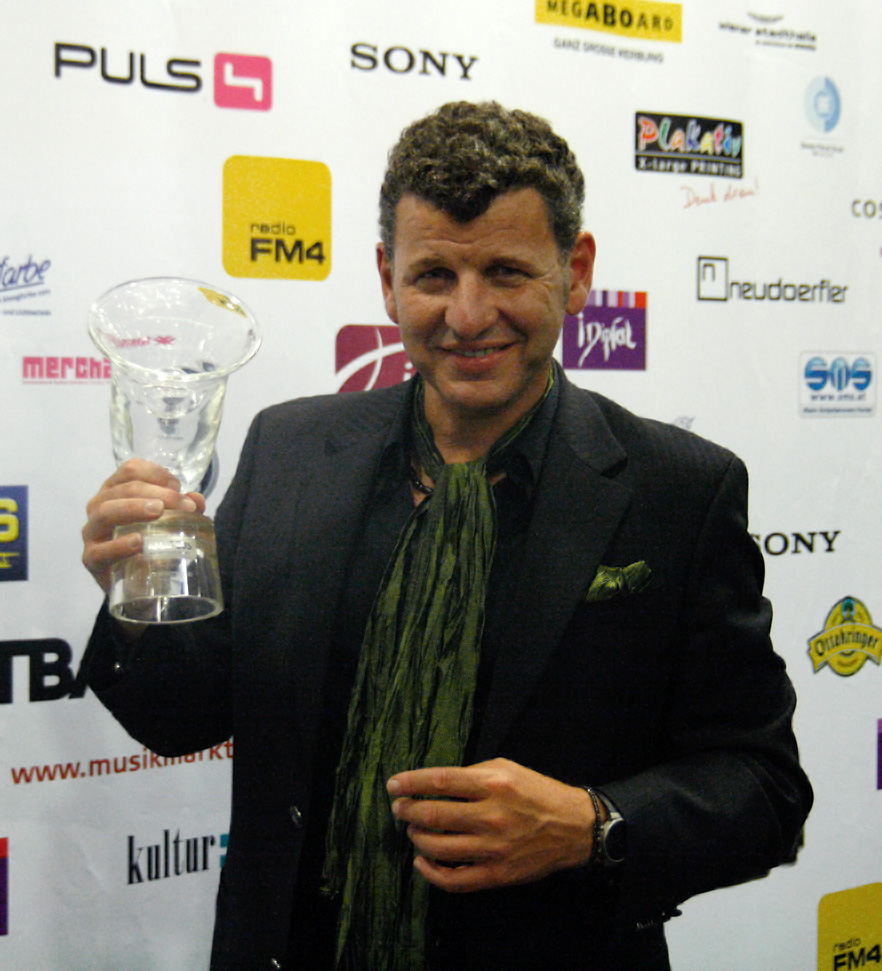

세미노 로시(Semino Rossi, 1962년 5월 29일 ~)는 아르헨티나의 가수이다. 로사리오에서 태어났으며, 현재 오스트리아에서 활동중이다.

## 발표한 음반
- Alles aus Liebe (February 2004)
- Tausend Rosen für Dich (May 2005)
- Du mein Gefühl (September 2005; different song: November 2006)
- Feliz Navidad (November 2005; special edition: October 2006)
- Ich denk an Dich (July 2006; special edition: October 2006)
- Einmal Ja - Immer Ja (September 2007)